# Étampes-sur-Marne
Étampes-sur-Marne település Franciaországban, Aisne megyében. Lakosainak száma 1331 fő (2022. január 1.). Étampes-sur-Marne Château-Thierry, Chierry, Nesles-la-Montagne és Nogentel községekkel határos.

## Népesség
A település népességének változása:
| Lakosok száma | 1363 | 1246 | 1313 | 1235 | 1153 | 1259 | 1253 | 1279 | 1331 | 1331 |
|               | 1968 | 1982 | 1999 | 2006 | 2011 | 2015 | 2017 | 2018 | 2020 | 2022 |